# 児童文学
児童文学（）は、0歳から10代、概ね12歳頃までのプレティーンの読み手や聞き手を対象にした文学作品およびジャンルであるが、ティーンエイジャーまでを範疇に含む場合もある。イラストレーションが添えられている場合が多い。

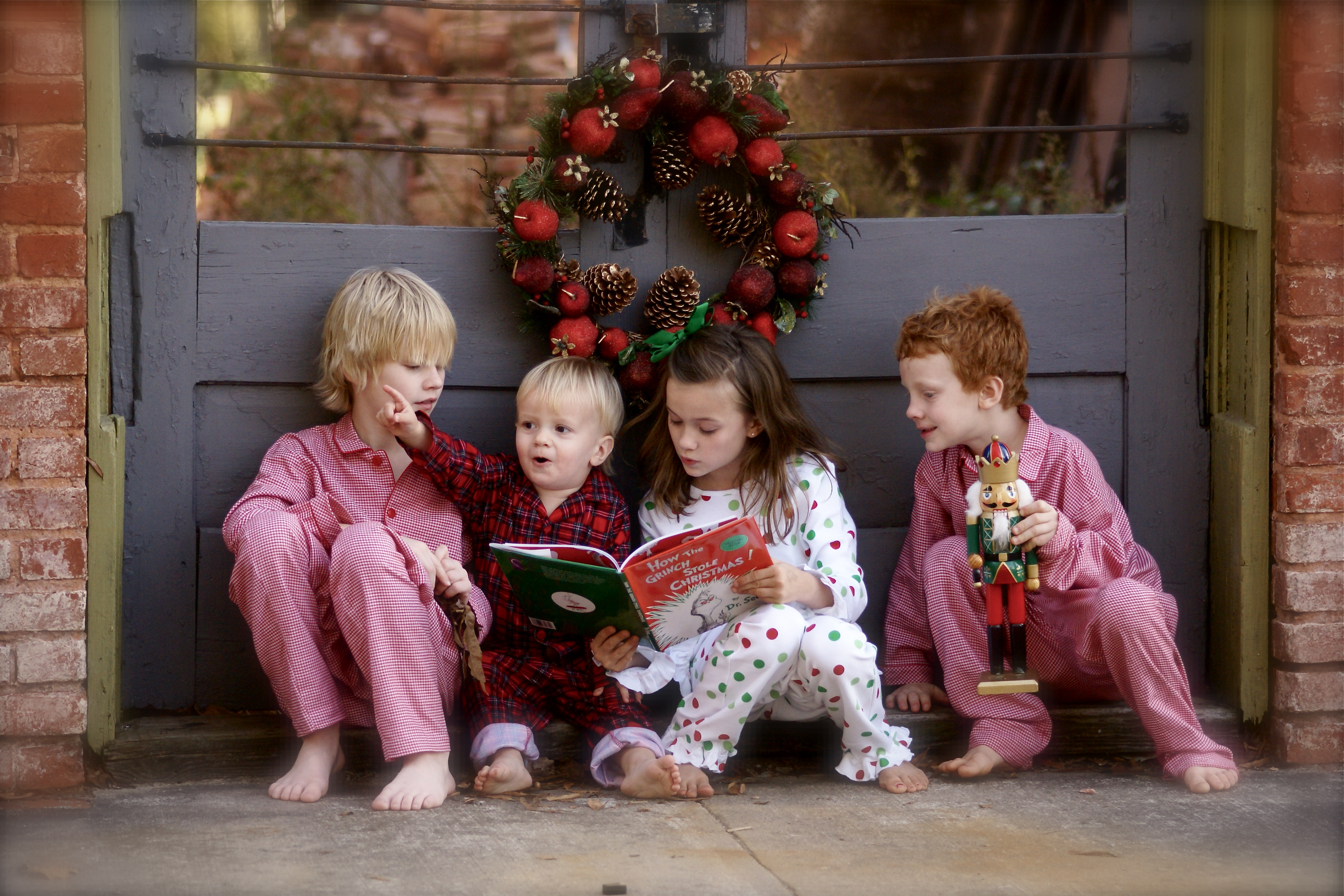
ドクター・スースの本を読む4人の子どもたち

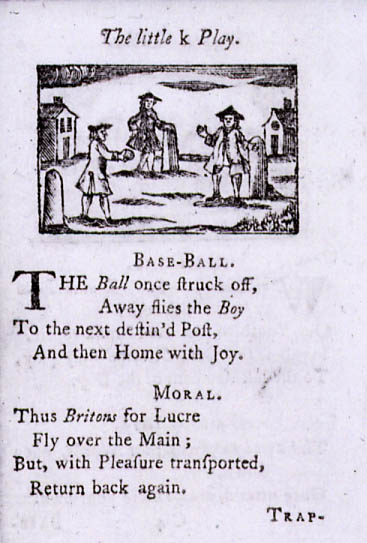
『小さなかわいいポケットブック』(1744)。男の子にはボール、女の子には針刺し付きで販売された

この語は娯楽性に重きを置いているエンターテイメント作品群であるヤングアダルト小説（ライトノベルや少女小説）や漫画などの他のジャンルと区別する形で使われる場合もある。明確に子ども向けに作られた書物は17世紀までには既に存在していた。児童文学の研究のための職業団体、専門の出版物、大学の専攻課程なども存在する。国や世代を超えて読み継がれる名作や、幅広い世代に受け入れられるベストセラーやロングセラー作品が数多くある。
日本においては、子どもを対象としたフィクションの文学ジャンルについては、童話という用語が使われていることが多い。しかし、空想的なお話というジャンルとしての用語として使われることもあり、昭和時代以降は、広義には児童文学が使われるようになっており、童話に関しては、年少者向けという狭義の意味合いで一般には流布している。出版社や出版業界では、こうしたものや絵本を児童書あるいは児童図書と呼んで扱っている。

## 児童文学の定義
児童文学という言葉が何を指すかについては議論がある。

### 子どものために書かれた本
おそらく、もっとも一般的な児童文学の定義は、意図的に児童（子供）たちに向けて書かれた本というものであろう。南フロリダ大学教育学部准教授のナンシー・アンダーソンは、児童文学を「漫画本、ジョーク集、辞書や百科事典のような通読を意図していないノンフィクション、参考書など」を除く子どものために書かれた全ての本であると定義している。こうした作品の中には大人にも非常に人気のあるものも含まれる。J・K・ローリングの『ハリー・ポッター』シリーズは当初は子どものために書かれマーケティングされていたが、子どものみならず大人にも非常に人気となり『ニューヨーク・タイムズ』が専用のベストセラー表を作成するまでになった。ある本が一般の文学と児童文学のどちらに含まれるかは決定し難いことも多く、多くの本で大人と子どもの両方をターゲットにしたマーケティングが行われている。
子どもを主人公、または子ども社会とその文化をテーマとしつつ、子どもを必ずしも読者対象としていない作品もあるが、そうしたものはこの観点からは児童文学ではなく一般の文学と見なされる。

### 子どもによって書かれた本

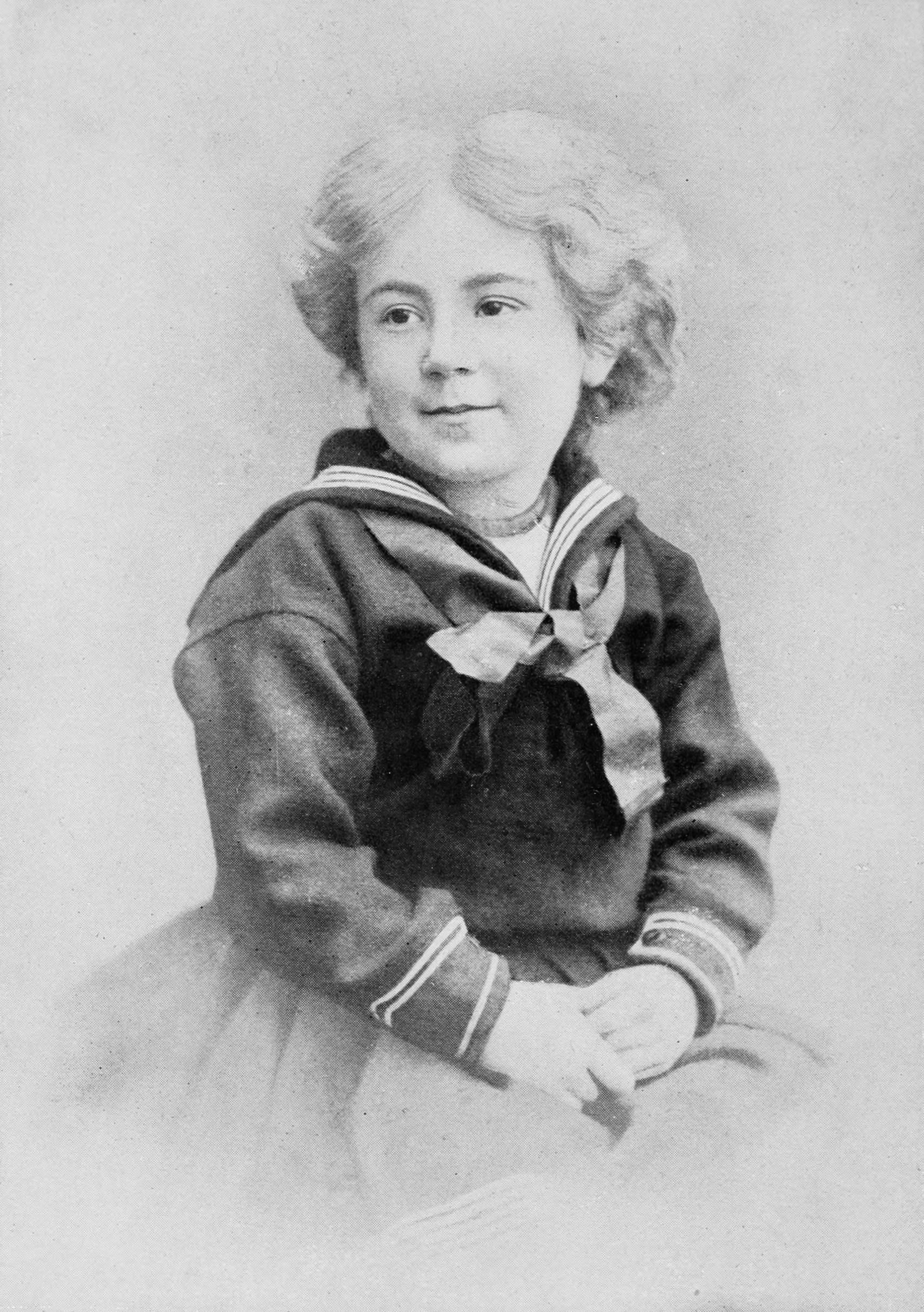
子どもの頃のデイジー・アシュフォード

一般には子ども自身によって書かれた作品すなわち児童文学とはならないが、隣接分野のものとして無視できないものである。欧米ではデイジー・アシュフォードが9歳の時に書いた『小さなお客さんたち』や、ジェーン・オースティンが兄弟姉妹を楽しませるために書いた子ども時代の作品（en:juvenilia）などがある。日本では、豊田正子の『綴方教室』（1937年）や安本末子『にあんちゃん』（1958年）などはベストセラーになり、映画化もされて大きな話題を巻き起こした。これらは作文や日記であったが、創作では第8回 福島正実記念SF童話賞を受賞した竹下龍之介『天才えりちゃん 金魚を食べた』（1991年）が6歳の子が書いた作品として話題になり、シリーズ化作品も出版された。

### 子ども向けに選ばれた本
最も制限的な児童文学の定義は、各種の権威が子どもに「相応しい」と認定した本というものである。ここでの権威には教師、書評家、学者、親、出版社、司書、小売商、出版賞の選考委員などがある。一例として日本では全国学校図書館協議会が推薦図書を選定している。
子どもを人生のあまり幸福でない側面から守りたいと願う両親はしばしば伝統的な童話、童謡やその他の冒険譚などを問題視する。こうした物語で得てして最初に起こるのは大人の影響の除去であり、主人公は自分自身で物事に対処せざるを得なくなる。有名な例としては『白雪姫』『ヘンゼルとグレーテル』『バンビ』『世にも不幸なできごと』などがある。しかしながらこうした要素は物語に必要なものと考えられている。結局のところ、ほとんどの場合で物語の本質は人物たちが「大人になってゆく」ことなのである。

### 子どもによって選ばれる本

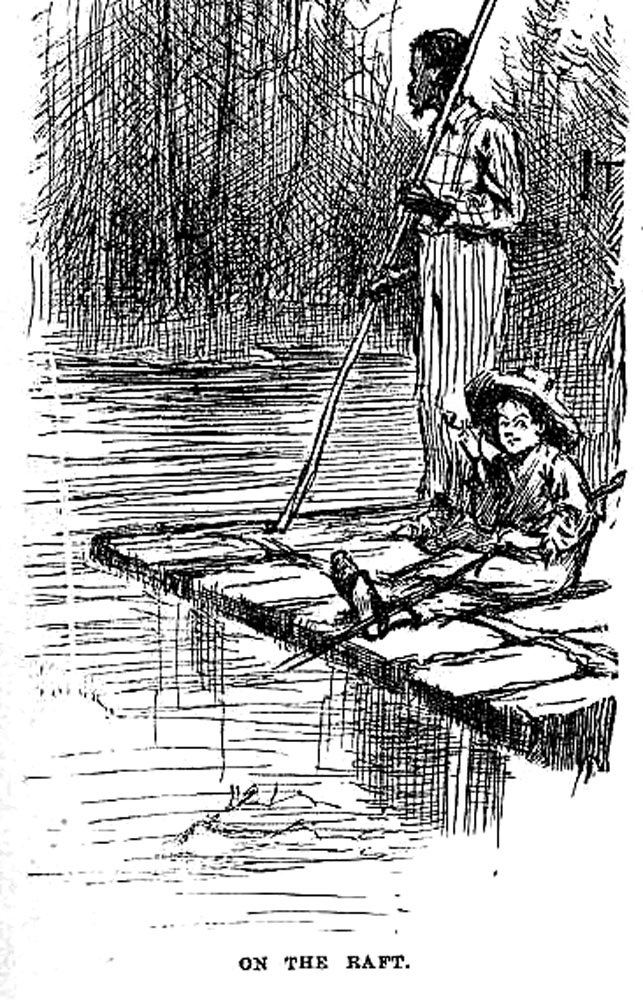
ハックルベリー・フィン

児童文学の最も広い定義は、子どもたちが実際に選んで読む本というものである。子どもたちは、たとえば漫画のような、伝統的な意味では文学とは全く考えようとしない人達もいる本も選んで読む。また子どもたちは古典文学や、現代作家による世に認められた偉大な作品も読むことがあるし、重層的な語りを持つ複雑な物語も楽しむ。小説家オースン・スコット・カードの意見によれば、「子どもたちはしばしば真に偉大な世界の文学の守り手となると考えることができる。子どもたちは物語を愛す一方で文体の流行や文学的な仕掛けには無関心であり、的確に真実と力の方へと引き寄せられるのであるから。」子ども時代に『不思議の国のアリス』を楽しんだ人が、大人となって再読した時に、子どもの時には気付かなかったその暗いテーマに気付くといったこともあるであろう。
加えて、当初は大人に向けて書かれた古典的な作品が今日では子ども向けと考えられるようになっている例も多い。マーク・トウェインの『ハックルベリー・フィンの冒険』も本来は大人向けに書かれたものであったが、今日ではアメリカ合衆国の小学校のカリキュラムの一環として広く読まれている。

## 児童文学の種類
児童文学はさまざまな観点から分類されうる。

### ジャンルによる分類
文学ジャンルとは、文芸作品のカテゴリである。
ジャンルは技法、口調、内容、長さなどによって決定される。
ナンシー・アンダーソンは児童文学を6つの大きなカテゴリと、いくつかの重要なサブジャンルに分類している――
1. 絵本。アルファベット文字や数字を教える教本、パターンブック[訳語疑問点]、文字のない本などを含む。
2. 伝承文学。これには10の特徴がある[7]――(1) 作者不明、(2) 紋切り型の出だしと終わり（「むかしむかしあるところに……」）、(3) 漠然とした設定、(4) ステレオタイプの人物、(5) 擬人観、(6) 原因と結果、(7) 主人公のハッピーエンド、(8) 魔法が普通に受け入れられている、(9) 単純で直接的なプロットを持つ簡潔な話、(10) 行動と言葉のパターンの反復。伝承文学の大部分は民話からなっており、昔の人々の伝説、習慣、迷信、信仰などを伝えている。この大ジャンルはさらにサブジャンルに分けることができる――神話、寓話、バラッド、フォークミュージック、伝説、童話[8]。
3. フィクション。ファンタジーと現実的なフィクション（現代的・歴史的の双方を含む）からなる。
4. ノンフィクション
5. 伝記。自伝を含む。
6. 詩と韻文

これらは最も広い意味での「児童文学」もしくは「児童書」であり、児童文学という分野を限定的に考える場合には、実用的な教本や文章によらない絵本、さらには固有の創作者を持たない昔話や神話、娯楽を主体としたフィクションなどは除外されることもある。

### 年齢層と発達段階
児童文学そのものも大人の文学と対になる年齢によるカテゴリであるが、0歳から18歳まででは子どもの理解力や興味もさまざまであるため発達段階に応じて形態や内容も違ってくる。
- 絵本は0-5歳程度の、まだ文字を（充分には）読めない「読者以前」の子どもたちにも向いている。
- 5-7歳頃の、読み書きを覚えたばかりの子どもに向けた本は、簡単な童話や昔話などを主題とし、子どもに読書力をつけるよう工夫されていることが多い。
- 7-12歳頃の子どもは発達に応じて、もう少し長い、章立てのある本（チャプターブック）も読めるようになり、児童文学の中核となっている。
- ヤングアダルト小説（ジュブナイル）は概ね13歳以降のティーンエイジャー（ヤングアダルト）を読者に想定している。

こうした分類の基準は、児童文学そのものを定義する基準と同様に、曖昧で問題を含むものである。明確な違いの1つに幼い子ども向けの本はイラストレーションが添えられることが多いということが挙げられるが、絵を作品の不可分な一部として持つ絵本であってもこうしたジャンルや年齢層に収まらないものがある。ピーター・シスの『チベット――赤い箱を通して』は大人の読者に向けた絵本の1例である。

## 内容

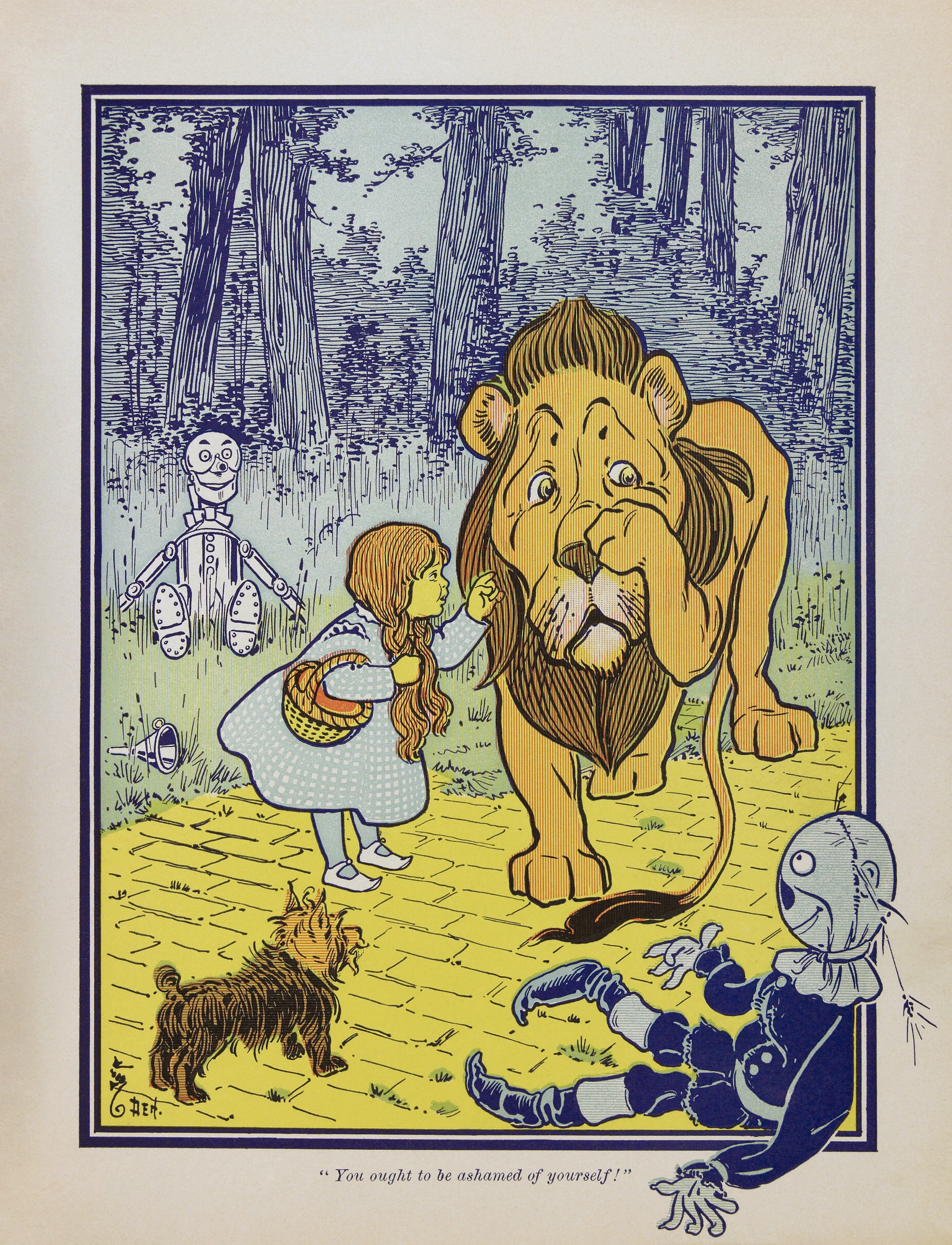
ライマン・フランク・ボーム『オズの魔法使い』(1900)。W・W・デンズロー画

子どもや若年者の成長への感化を念頭に置いた、教育的な意図、配慮がその根底にあるものが多く、子どもの興味や発育に応じた平易な言葉で書かれる。しかし難しい内容を扱わないという訳ではなく、難しい内容でも子どもに必要と考え、わかりやすい例や言葉で表現する作家もいる。平易な表現で根源的なことを語っている場合があり、子どもに受け入れられる児童文学作品には大人の鑑賞にも堪えられる秀逸なものも多い。たとえば灰谷健次郎著の『兎の眼』やあさのあつこ著の『バッテリー』など一般の文庫本となって大人読者に広く流布する作品がある。児童文学は大人向けに書かれた「文学」の価値観が持ち込まれているという指摘がある。
おおむね10代中・後半から20代初め頃の時期をヤングアダルトと呼ぶが、児童の年代を超えた年齢層にも児童文学的な内容が求められる事がある。J・D・サリンジャーの『ライ麦畑でつかまえて』（1951年）に見られるように、この世代特有の問題、例えば、恋愛、いじめ、薬物依存、自殺などを扱ったジャンルも登場し、「ヤングアダルト」という名称で呼ばれる事もある。日本では重松清（作品はナイフ・エイジなど）らがヤングアダルト世代向けの作品を手がけている。
創作童話と呼ばれる作品は文学性を有する場合が多い。創作童話は狭義の童話概念であるためヤングアダルト層は対象としないが、小学校高学年程度向けの作品も含まれる事がある。

### シリーズ
ある児童書が成功を収めると、作者はその話に続編を書いたりシリーズを立ち上げたりしようとすることが多く、ライマン・フランク・ボームの『オズの魔法使い』や那須正幹の『ズッコケ三人組』などがその例である。『ハリー・ポッター』シリーズや原ゆたかの『かいけつゾロリ』のように、最初からシリーズとして企画された作品もある。イーニッド・ブライトンやR・L・スタインは終わりのないシリーズを専門にしている。シリーズはその作者よりも長続きすることもある。ライマン・フランク・ボームが亡くなると、出版社はルース・プラムリー・トンプソンを雇って続編を書き継がせた。『少女探偵ナンシー』などのように、1つのペンネームを共有して複数の作者により書かれたシリーズもある。

## イラストレーション

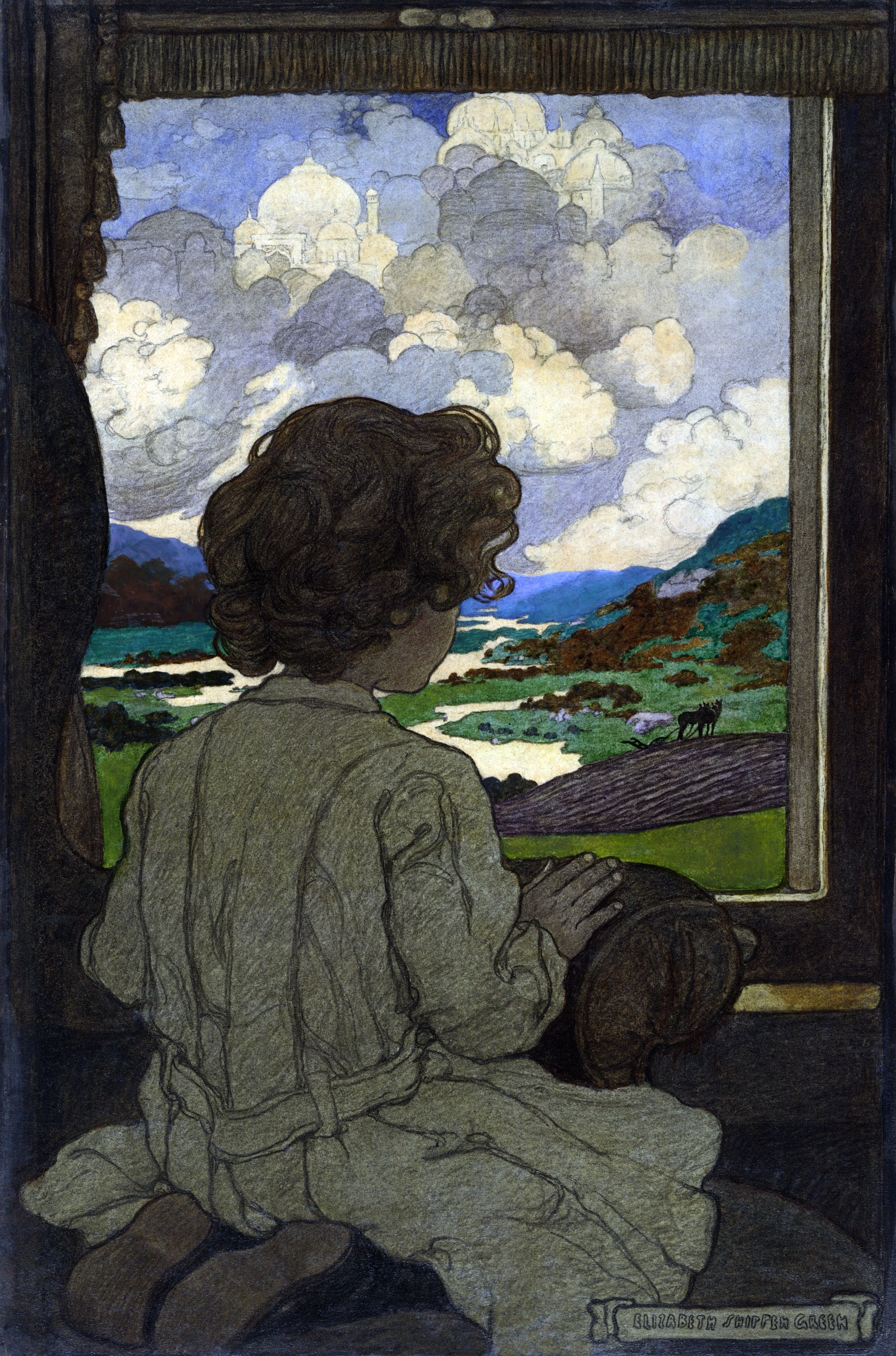
エリザベス・シッペン・グリーン『旅』(1903)

児童書にはしばしばイラストレーションがふんだんに添えられている。一般的に、幼い読者に向けた本であるほど絵が果たす役割は大きくなり、特にまだ文字を読めない幼児向けの本がそうである。子ども向けの絵本は幼い子どもにとって、高水準な芸術に認識可能な形で触れることのできる機会となりうる。
多くの児童文学作家は気に入ったイラストレーター（挿絵画家、イラストレーター、漫画家）に自分の言葉を絵にしてもらうが、最初からイラストレーターと共に本作りをする場合もあれば、イラストレーターが自分自身で本を書く場合もある。イラストなしでも話を楽しめるだけの読書力に達した後も、子どもたちは本に時々出て来る絵を楽しんで眺めるものである。

## 歴史
児童文学の定義自体が明確なものではないので、その歴史がいつ始まったのかを特定するのも難しい。ここでは子どもに向けた、もしくは子どもに広く受容された書物あるいは文学の発達を概観する。

### 前史
子どもに人気のある物語の中には非常に古い時代に書かれたものもある。『イソップ寓話』は紀元前3世紀に成立し今も世界中の子どもたちに愛されているし、トマス・マロリーの『アーサー王の死』（1486年）や『ロビン・フッド』（1450年頃）は子どものことを念頭に置いて書かれたものではないが、何世紀にも亘って子どもたちを魅了してきた。

### 17世紀
1658年、チェコのコメニウスがイラスト入りの知識の書『世界図絵』を著した。これが明確に子どもに向けて書かれた最初の絵入り本であると考えられている。また、この時代にはフランスのシャルル・ペロー(1628-1703)が童話の基礎を築いた。ペローの物語には『赤ずきん』『眠れる森の美女』『長靴をはいた猫』『シンデレラ』などが含まれている。

### 18世紀
1744年、イギリスでジョン・ニューベリーが『小さなかわいいポケットブック』を出版した。ニューベリーはこの本を男の子にはボール、女の子には針刺し付きで販売した。明確に子どもに向けて販売された娯楽書の始まりとして時代を画するものであったと考えられている。ニューベリー以前は、子どもと大人のための物語の豊かな口承は存在したが、子どもに向けて販売される文学は子どもを教育することを意図したものであった。

### 19世紀

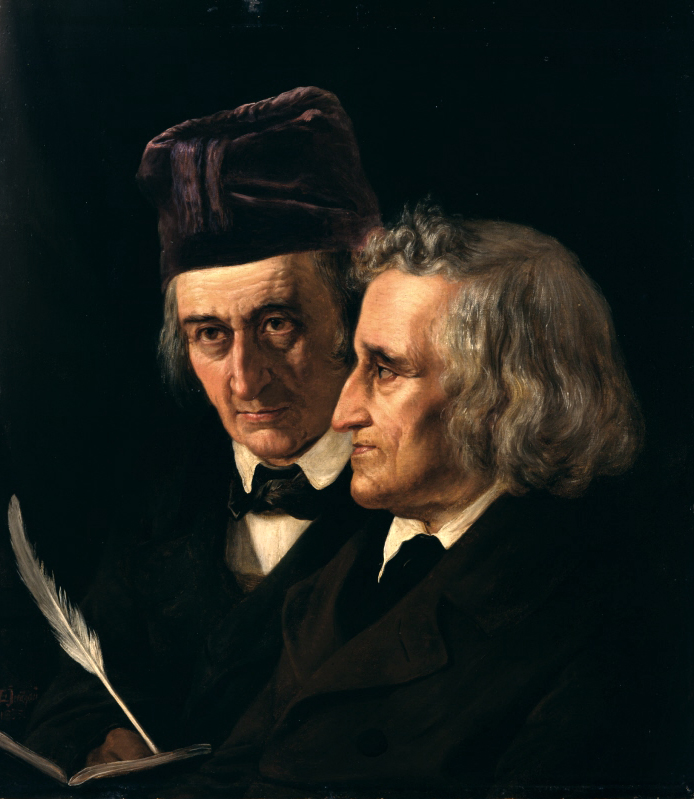
ウィルヘルム（左）とヤコブ（右）のグリム兄弟。画(1855)

19世紀初頭に、ヤコブとウィルヘルムのグリム兄弟が『白雪姫』『ラプンツェル』『ヘンゼルとグレーテル』などのドイツの口承を記録し保存に努めた。E. T. A.ホフマンの物語『くるみ割り人形とねずみの王様』1816年にドイツの子供向け物語集に掲載されました。これは、児童文学に奇妙でグロテスクな要素を導入した最初の現代短編小説でした。
1835-1848年にかけて、デンマークのハンス・クリスチャン・アンデルセンが『人魚姫』（1836年）、『裸の王様』（1837年）、『みにくいアヒルの子』（1844年）、『雪の女王』（1845年）などの、伝承に基づかない創作性の高い童話を刊行した。アンデルセンはヨーロッパ中の子どもたちに喜びを与えたとして、存命中から王族によって祝宴が行われ称揚された。アンデルセンの童話は150以上もの言語に翻訳され、今日でも世界中で百万部単位で刊行され、他の数多くの作品にも影響を与え続けている。「裸の王様」や「みにくいアヒル」は現代英語や日本語などでも良く知られた慣用句として通っている。
1865年、イギリスでルイス・キャロル（1832年 - 1898年）が『不思議の国のアリス』を刊行した。この物語は論理学とも戯れており、子どもだけでなく大人にも長く人気となっている。『アリス』は文学的ナンセンスの最も特徴的な例の1つと考えられており、その物語の進行と構造は主にファンタジーの分野で極めて大きな影響力を持った。
1880年に、スイスでヨハンナ・シュピリ（1827年 - 1901年）が『ハイジ』（1880年）を出版した。副題には、この本が「子どもと、子どもを愛する人のため」の本であると謳われている。ジョーエル・チャンドラー・ハリス（1845年 - 1908年）はアフリカ系アメリカ人の方言を話す動物キャラクターが登場する民話を書いた。

### 20世紀
1900年、アメリカ合衆国でライマン・フランク・ボームが『オズの魔法使い』を発表した。以後、さまざまな版が絶えず刊行されている。1902年には舞台化され、1939年には映画化された。アメリカ文化の中でも最も知られた物語の1つであり、40ヵ国語に翻訳された。『オズ』の大成功を受けてボームは13篇の続編を書き、ボームの死後も複数の作者が数十年間に亘り続編を書き続けた。

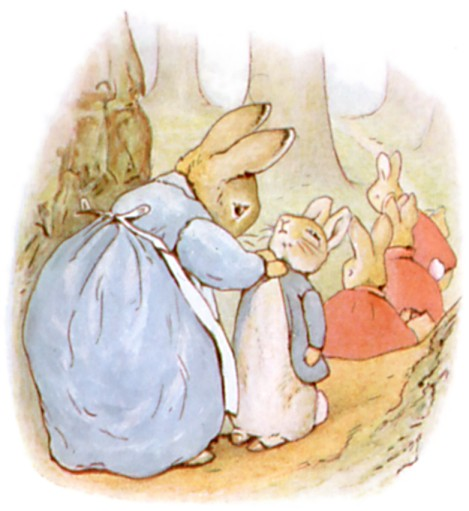
『ピーターラビットのおはなし』

1902年、ビアトリクス・ポターは『ピーターラビットのおはなし』を発表した。いたずら好きで反抗的な若い兎のピーターラビットが、マクレガーさんの農場に忍び込む話である。発表以降100年以上に亘り、この本を基にした玩具、皿、食品、衣類、ビデオなどの夥しいグッズが生み出された。1903年にピーターラビット人形の特許権を取得したポターは、こうしたグッズ化の先駆けの一人となった。
1911年、ジェームス・マシュー・バリーは『ピーター・パンとウェンディ』を著した。ピーター・パンは児童文学で最も有名なキャラクターの1人であり、魔法によって歳を取らなくなってネバーランドと呼ばれる小さな島で終わることのない子ども時代を過ごしている。
第二次世界大戦中の1943年に、飛行士アントワーヌ・ド・サン＝テグジュペリ（1900年 - 1944年）は『星の王子さま』を出版した。砂漠に不時着した主人公が、星からやって来た子どもの心を持った王子と語らうこの物語は人間性の洞察に富み、現在までに180ヶ国語に翻訳され8000万部を売り上げている。
グローバリゼーションに伴い翻訳による創作児童文学作品の世界的・爆発的な普及が見られるようになり、イギリスのC・S・ルイス（1898年 - 1963年）の『ナルニア国ものがたり』（1950年 - 1956年）シリーズは41言語で通算1億2千万部以上、同じくイギリスのJ・K・ローリング（1965年 - ）の『ハリー・ポッター』（1997年 - 2007年）シリーズは63ヵ国語以上に翻訳され4億部以上を売り上げた。

### 日本

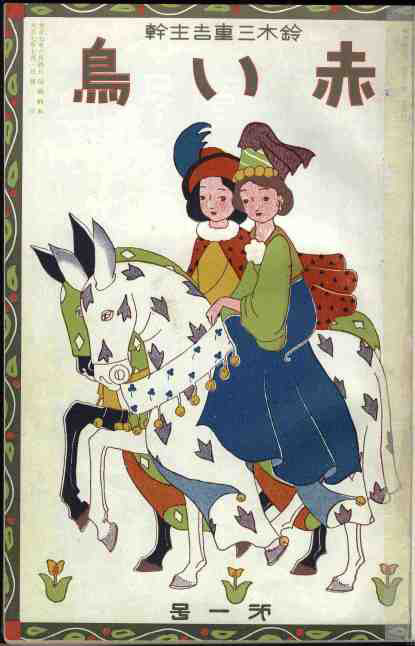
雑誌『赤い鳥』創刊号(1918)

日本の児童文学は、近代文学成立とほぼ同時期に確立されたと考えられる。巖谷小波による『こがね丸』や小川未明の第一童話集『赤い船』（1910年12月）が始まりとされる。1918年には鈴木三重吉主宰の雑誌『赤い鳥』が刊行された。芥川龍之介・有島武郎・北原白秋などが参加したこの雑誌は、後に新美南吉らを輩出するなど児童文学の普及・発展に貢献した。宮沢賢治は同時代の作家だが、擬声語やリズム感が当時の童話としては異質だったため、生前は評価されることがなかった。その後日本では、大人から児童に向けた教育を主眼とした内容のものが主流となっていたが、1960年代頃から遊びの要素を持ちエンターテイメントとしても優れたものや、大人の文学表現にも匹敵する作品が登場するようになった。詩においてはまど・みちおが著名である。当時の絵本は文字を主、絵を従としたものだったが、いわさきちひろは絵で展開する絵本を制作し、国際的にも高い評価を得た。やなせたかしの『アンパンマン』は当初大人向けに書かれたが後に幼児向けの絵本として再発表され、テレビアニメで絶大な人気を博した。

## 研究・団体
近年では児童文学研究の地位が高まりつつある。児童文学批評の分野での文芸評論分析が増加しているほか、児童文学協会（ChLA）、児童書作家・画家協会（SCBWI）、国際児童図書評議会（IBBY）、カナダ国際児童図書評議会などの児童文学の学術協会も数多く存在している。
国際児童図書評議会（IBBY)が機関誌として1963年から発行する世界の児童文学誌『Bookbird』は、初の多言語版として2010年から邦訳『ブックバード日本版』がマイティブックから発売されている。
児童文学における文化はさまざまな学問領域で研究されている。アメリカ合衆国では、幼児教育および初等教育の教員の養成過程で児童文学の講義が必修となっていることが多い。

### 日本での研究・団体
日本における児童文学の学問的研究は体系的に整備されているとは言い難いが、白百合女子大学・玉川大学・梅花女子大学・東京純心大学などは専門の学科・研究科を設置している。また他の大学・短大も、何らかの形で児童文学関連の講座を設置しているところが多い。なお、教育系の学部・学科においては、幼児教育や児童学と関連づけられる場合がほとんどである。
児童文学など児童書関連が公開されている資料センターとして国際子ども図書館（東京・上野公園内）と大阪府立国際児童文学館（大阪府立中央図書館内）がある。国際子ども図書館は国立国会図書館の児童書関連を移管して2000年に開館した（全面開館は2002年）。大阪国際児童文学館は1984年に鳥越信の蔵書12万点のコレクションをもとにマンガ、紙芝居などを含めた児童文化の資料館・研究施設として開館した。両者の資料点数は拮抗しているが、研究・レファレンス及び収集方針の専門員による差異により、貴重本の収集や資料保存方法などでは大阪の方が充実している。例えば、国際子ども図書館では、旧来の図書館としての保存方法で、カバー・帯の廃棄や保存カバー・バーコードの装備で資料が変形されたり、雑誌が合本化されて閲覧しにくく資料性が欠損したりしている場合がある。一方、大阪国際児童文学館では、1点ずつの個別保存で雑誌の合本化もなく付録も貴重な児童文化財として保存している。
児童文学者の団体としては、1946年に児童文学者協会（後の日本児童文学者協会）が設立され、1955年に日本児童文芸家協会が成立した。それぞれ機関誌として「日本児童文学」、「児童文芸」を刊行している。他に児童書のイラストレーターの団体として日本児童出版美術家連盟（童美連）があり、この三者に日本書籍出版協会の児童書部門を含めた通称“四者懇”があり、児童書をめぐる著作権等の諸問題について協調して行動している。
また、研究者の団体としては、日本児童文学学会や英米児童文学学会があり、読書運動では、親子読書地域文庫全国連絡会（機関誌『子どもと読書』）などがある。

## 賞

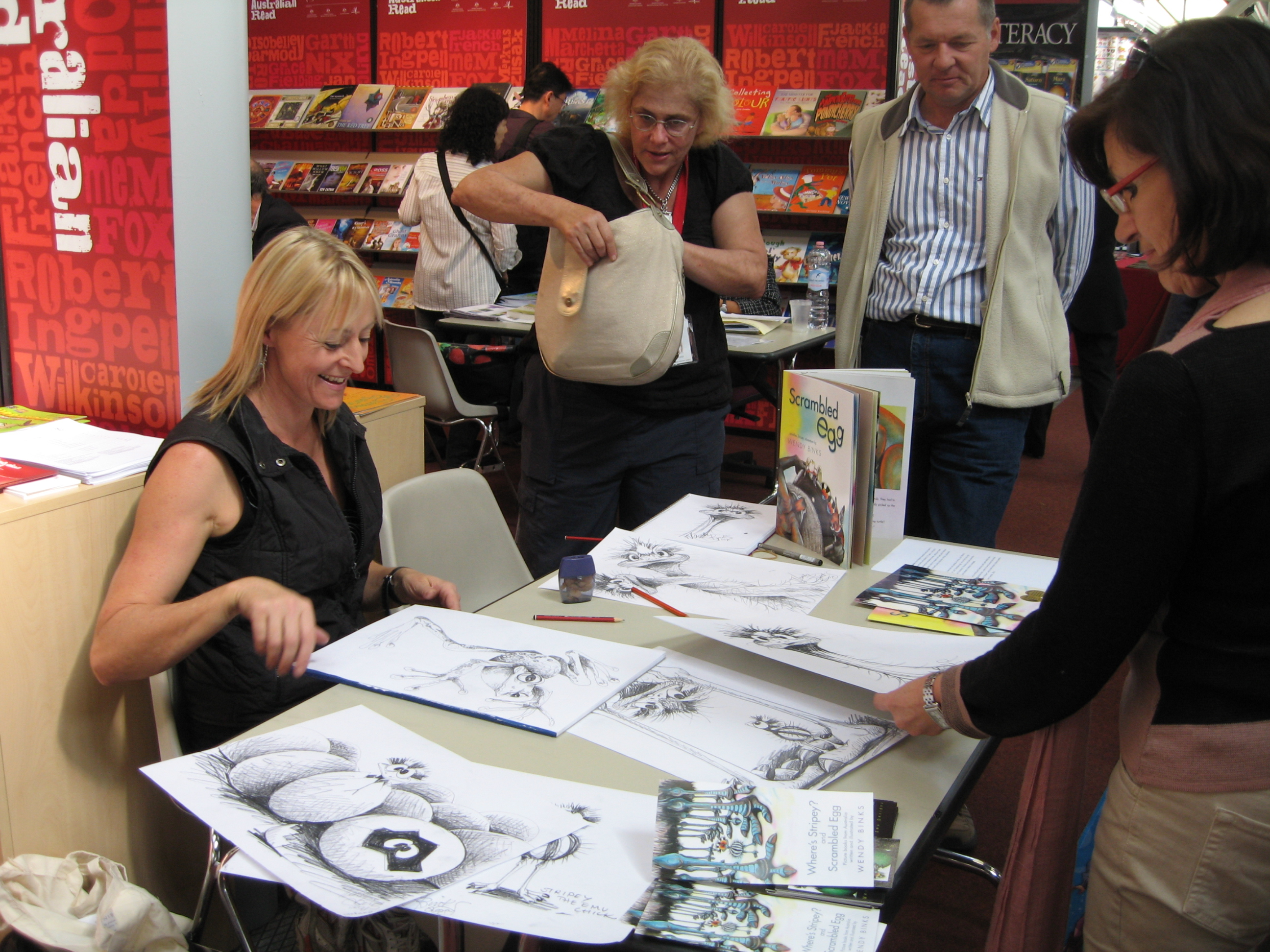
ボローニャ国際児童図書賞が発表されるボローニャ国際児童図書展の様子

児童文学の賞のうち高名なものとして以下のものがある。
- 国際的なもの：国際アンデルセン賞、アストリッド・リンドグレーン記念文学賞、ボローニャ国際児童図書賞など。
- オーストラリア：オーストラリア児童書評議会（英語版）（CBCA）が運営するオーストラリア児童図書賞（英語版）。
- カナダ：総督文学賞（英語版）の児童文学・イラストレーション部門（英語とフランス語を対象としている）があるほか、CBCAも複数の年次賞を運用している。

- アメリカ合衆国：主要な賞はアメリカ図書館協会の下部組織である児童図書館協会（英語版）が授与している――著作対象のニューベリー賞、10代向け著作対象のマイケル・L・プリンツ賞、イラストレーション対象のコールデコット賞、知識書対象のサイバート賞（英語版）、読みはじめの子どものための本が対象のセオドア・スース・ガイゼル賞（英語版）、長年に亘り影響を与え続けた作品が対象の児童文学遺産賞、翻訳作品対象のバチェルダー賞（英語版）、コレッタ・スコット・キング賞（英語版）、ラテン系作家対象のベルプレ賞（英語版）など。その他の重要な賞には全米図書賞の児童文学部門や、子ども向けノンフィクションの優秀作に贈られる世界図絵賞（英語版）などがある。
- イギリス：図書のカーネギー賞と、イラストレーションのケイト・グリーナウェイ賞、ネスレ子どもの本賞（英語版）（2008年に廃止）、ガーディアン賞など。
- フランス：大きな賞としてソルシエール賞（フランス語版）（魔法使い賞）と書店が主体となって選ぶアンコリュプティブル賞（フランス語版）（不朽の名作賞）があるほか、モントルイユ児童書見本市（フランス語版）で授与される絵本のバオバブ賞（フランス語版）、児童が選ぶタムタム賞（フランス語版）、ノンフィクションのプレス・デ・ジューヌ賞（フランス語版）がある。
- ドイツ：1956年に創設された国営のドイツ児童文学賞が権威。
- 日本：戦後早くから、小学館児童出版文化賞、産経児童出版文化賞、講談社児童文学新人賞と野間児童文芸賞、日本児童文学者協会賞と日本児童文学者協会新人賞、赤い鳥文学賞とイラストレーションの赤い鳥さし絵賞など数多くの児童文学賞がある。（Category:日本の児童文学賞も参照）

## 出版社
日本において、児童文学作品を主に扱っている出版社には次のようなものがある。
- あかね書房
- 岩崎書店
- 偕成社
- 学研
- 金の星社
- 国土社
- 小峰書店
- 童心社
- ポプラ社
- 理論社

## レーベル
日本において、児童文学作品を扱っているレーベルには次のようなものがある。
- 岩波少年文庫
- 角川つばさ文庫
- カドカワ 銀のさじ
- 青い鳥文庫
- 講談社KK文庫
- YA!ENTERTAINMENT
- BOOK WITH YOU
- ジャンプ ジェイ ブックス
- 集英社みらい文庫
- 小学館ジュニア文庫
- 双葉社ジュニア文庫
- PHPジュニアノベル
- 実業之日本社ジュニア文庫
- フォア文庫
- ポプラカラフル文庫
- ポプラポケット文庫
- ポケット・ショコラ
- 野いちごジュニア文庫
- かなで文庫
- ポプラキミノベル

## 書誌
- The Oxford encyclopedia of children's literature, ed. by Jack Zipes, 	Oxford [etc]: Oxford Univ. Press, 2006, 4 vls.
- 『ブックバード日本版』

### 英語他
- 子どもの国際デジタル図書館 - 48ヵ国語、2827冊の児童書が閲覧できる。（日本語の本）
- 小さな世界の本――世界中からの児童文学
- 子ども向け電子テキスト - プロジェクト・グーテンベルク（詳細）
- 児童文学研究のためのアーン・ニクソン・センター - カリフォルニア州立大学
- 児童文学研究コレクション - ミネソタ大学
- 児童文学のボールドウィン・デジタルライブラリ[リンク切れ] - フロリダ大学
- 国際児童図書評議会(IBBY)
- 児童書作家・画家協会
- ドイツの児童とヤングアダルト文学ポータル （ドイツ語） - ゲーテ・インスティテュート
- バーチャル展示「昔と今の児童書――ババール、ハリーポッターと仲間たち」 （フランス語） - フランス国立図書館
- 中国児童文化研究網 （中国語） - 浙江師範大学